# Magda Stavinschi
Magda Stavinschi (n. 12 iunie 1942, București, România), născută Ștefănescu, nume complet: Magdalena Iolanda Stavinschi, este o astronomă română.

## Biografie

### Studii
A urmat Liceul „Ion Luca Caragiale” din București. 
După absolvirea liceului, s-a înscris la Facultatea de Matematică-Mecanică din cadrul Universității București cu dorința de a deveni profesoară de matematică.

### Activitate de cercetare științifică
După ce termină secția Astronomie a Facultății de Matematică-Mecanică ca șefă de promoție, este repartizată la singurul post vacant din București, la „Serviciul orar” de la Centrul de astronomie și științe spațiale (Observatorul Astronomic), azi Institutul Astronomic al Academiei Române. Aici studiază poziția Pământului în raport cu aștrii, determinând neregularitățile mișcării de rotație ale Pământului. Tot aici l-a întâlnit pe viitorul său soț, Victor Stavinschi (1930-1997), astronom român, originar din Basarabia, cercetător principal la același „Serviciu orar”.
La 1 aprilie 1990 a luat ființă Institutul Astronomic al Academiei Române, cu filiale la Cluj și Timișoara, iar Magda Stavinschi este numită Director al instituției.
În anul 1994 a obținut titlul de doctor în Matematică, specialitatea Astronomie, la  Universitatea Babeș-Bolyai, Cluj-Napoca, cu lucrarea The Motion of an Artificial Satellite in Correlation with the Dynamics and Shape of the Earth sub conducerea prof. Árpád Pál

### Educația astronomică
Începând cu anul 1986, Magda Stavinschi începe să publice în revista Știință & Tehnică diverse articole de educație în domeniul astronomiei. Dacă această activitate era inițial restrânsă, limitată la 1 articol pe an, după ce ocupă poziția de director la Observatorul Astronomic activitatea de promovare ajunge și la 5-6 articole anual.
De asemenea, periodicul Magazin beneficiază de articole de educație astronomică semnate de Magda Stavinschi, începând cu anul 1983, și până în anul 2001/2002.

### Transdiciplinaritate
În anul 2001, în urma colaborării pe care o realizează cu fizicianul și filosoful Basarab Nicolescu, fost coleg de an universitar stabilit la Paris, devenit atunci membru de onoare a Academiei Române, constituie împreună cu acesta o rețea de dialog între știință și religie, rețea care a beneficiat de câteva granturi ale fundației americane John Templeton. Încă din 1987, Basarab Nicolescu a înființat la Paris Centrul Internațional de Cercetări și Studii Transdisciplinare. Drept urmare, promovează aceste preocupări la nivelul Academiei Române și începe să realizeze studii din domeniul transdisciplinarității. 
Tot din 2001, s-au organizat, cu ajutorul Academiei Române, un număr important de congrese internaționale: Congresul „Știință și Religie – Antagonism sau complementaritate?” (Academia Română, 8–11 noiembrie 2001); Congresul „Știință și Ortodoxie – Un dialog necesar” (Academia Română, 23–26 octombrie 2005); Congresul „Romania, as Laboratory of the Dialogue between Science and Spirituality in the Contemporary World” (Academia Română, 17–21 octombrie 2009). Succesul acestei inițiative a determinat Fundația John Templeton să acorde o finanțare pe o perioadă de aproape 10 ani pentru menținerea dialogului la nivel internațional și publicarea a numeroase lucrări în colecțiile „Știință și religie” și „Știință, spiritualitate, societate”, la Editura Veche, colecții coordonate de Basarab Nicolescu și Magda Stavinschi.
În anul 2002 publică la Editura Eonul Dogmatic, alături de Basarab Nicolescu, lucrarea Știință și religie. Antagonism sau complementaritate?. Ulterior publică și alte lucrări din acest domeniu de interes: Perspective românești asupra științei și teologiei la Editura Curtea Veche (2006), O dezbatere Templeton (2010, în colaborare cu Basarab Nicolescu).
Astăzi activitatea o desfășoară în cadrul Institute for Transdisciplinary Studies in Science, Spirituality, Society (IT4S).

### Istoria astronomiei
Deși încă din anul 2002 devine membru titular CRIFST, anul 2014 marchează momentul de debut al lucrărilor monografice din domeniul istoriei astronomiei. Începutul este făcut de o lucrare informatică - un DVD foarte cuprinzător de istoria astronomiei românești (2014). Ulterior publică mai multe volume memorialistice despre Constantin Pârvulescu (2015), Nicolae Donici (2015),  Nicolae Coculescu,  (2016), Petre Sergescu (2018), dar și lucrări cu caracter mai general precum Astronomia și Academia Română (2016) sau lucrarea Cerul văzut de pe meleaguri moldovene (2024) lansată în cadrul unui Simpozion omagial comun Academia Română - Academia de Științe a Republicii Moldova.

### Alte domenii de interes
Astrometrie, rotația Pământului, timpul astronomic.

## Funcții și titluri
În perioada 1990 - 2005 a fost director al Institutului Astronomic al Academiei Române.
A desfășurat activitate de cercetare în calitate de:
- cercetător principal gr. I la Institutul Astronomic al Academiei Române,
- cercetător asociat la IMCCE - L'Institut de mécanique céleste et de calcul des éphémérides, Paris;
- reprezentant al României în programele europene Hands on Universe, OPTICON, EuroPlaNet.

Totodată, a deținut o serie de funcții în cadrul Uniunii Astronomice Internaționale, astfel:
- Președinte al Grupului de lucru al Uniunii Astronomice Internaționale (IAU WG) "The Future Development of the Ground-Based Astrometry" - în perioada 2000 - 2006.
- Președinte al Comisiei Uniunii Astronomice Internaționale (IAU) pentru Educație și Dezvoltare - în perioada 2006 - 2009.
- co-Președinte al Grupului de lucru al Uniunii Astronomice Internaționale (IAU WG) "Astrometry by Small Ground-Based Telescopes" - în perioada 2006 - 2012.
- membru în diverse comisii ale Uniunii Astronomice Internaționale (IAU): Comisia de Astrometrie, Comisia de Educație astronomică și dezvoltare, Comisia de Istorie a Astronomiei, Oficiul de Dezvoltare a Astronomiei (Outreach).

A fost membru al mai multor comisii:
- membru fondator al European Astronomical Society – EAS (consilier 2000-2004);
- membru al European Society Astronomy in Culture – SEAC;
- membru fondator al societății europene "Euroscience";
- membru COSPAR;
- membru al grupului de lucru “Eclipse ‘99” al Consiliului Europei (1998-2000);
- membru al Comitetului Național Român de Astronomie (Președinte 1998-2002, Vicepreședinte 1994-1998);

A deținut funcții în cadrul mai multor asociații:
- Președinte al Archaeoastronomical Heritage Committee (European Society Astronomy in Culture);
- Președinte al Ramurii de Sud-Est a Societății Europene de Astronomie (2000-2005);
- Președinte al Comitetului Astronomic Sub-Regional , sub egida UNESCO- ROSTE (2004, 2005);
- Președinte al Asociației "Eclipsa 99", în prezent “Astronomia 21”;

Astăzi, Magda Stavinschi continuă să se implice în activitatea unor comisii și asociații, precum:
- cercetător onorific la IMCCE - L'Institut de mécanique céleste et de calcul des éphémérides, Paris;
- membru al Societății Astronomice din Armenia;
- membru al Comitetului Român pentru Istoria și Filosofia Științei și Tehnicii (CRIFST) al Academiei Române;
- membru al Centrului Internațional pentru Cercetare Transdisciplinară – CIRET;
- membru al Societății Internaționale pentru Știință și Religie - ISSR.[16]
- Președinte al Asociației pentru Dialogul dintre Știință și Teologie din România - ADSTR[17],[18];
- Președinte al Institutului pentru Studii Transdisciplinare în Știință, Spiritualitate, Societate - IT4S.

## Distincții
- Officier de l’Ordre National du Mérite, Franța (2005)[19];
- Premiul de Excelență, pentru promovarea cercetării astronomice românești și internaționale în cadrul emisiunilor de știință, acordat de Radio România Cultural (Ed. IV - 2002)[20];
- Diplomă de Excelență UNESCO (2004);[21]
- Diplomă de recunoaștere specială "Perspective Globale asupra Științei și Spiritualității" (2005);
- Medalia 70 de ani de la crearea primelor instituții de cercetare și 55 de ani de la fondarea Academiei de Științe a Moldovei, oferit de Academia de Științe a Moldovei (2016)[22];
- Premiul Academiei Române „Petre Sergescu” pentru istoria științei și tehnicii pentru anul 2016, pentru monografiile „Nicolae Coculescu, o viață printre stele”, ed. Eikon și „Astronomia și Academia Română”, ed. Academiei Române (2018);
- Medalia de aur oferită de Academy of Transdisciplinary Learning and Advanced Studies” ATLAS 2018[23];
- Romanian Astronomical Journal, vol. 28, nr. 1, 2018, număr special în onoarea dr. Magda Stavinschi[24];
- Asteroidul (554709) Magdastavinschi = 2012 XW92[25];
- Diplomă de Merit Științific acordată de Comitetul Român pentru Istoria și Filosofia Științei și Tehnicii (oct. 2023-sept. 2024).

## Publicații
A publicat peste 300 de articole de specialitate. A desfășurat activitate publicistică în calitate de co-editor al colecțiilor “Știință și Religie”, “Știință, Spiritualitate, Societate” la Editura Curtea Veche. A organizat diverse evenimente preluate în mass media.
A publicat o serie de monografii, precum:
- Magda Stavinschi, Istoria Astronomiei Românești, DVD, Institutul Astronomic al Academiei Române, ISBN 978-973-0-17090-0, 2014;
- Magda Stavinschi, Constantin Pârvulescu, erou și cercetător al cerului. (1890-1945), Editura Grafoanaytis, ISBN 9786068146362, 2015;
- Magda Stavinschi, Astronomul Nicolae Donici. Enigme descifrate, Editura Curtea Veche Publishing, ISBN 9786065888456, 2015.
- Magda Stavinschi, Astronomia și Academia Română, Editura Academiei Române, ISBN 978-973-27-2634-1, 2016;
- Magda Stavinschi, Nicolae Coculescu - o viață printre stele, Editura EIKON, ISBN 9786067115017, 2016;
- Magda Stavinschi, Cerul văzut de pe meleaguri moldovene, Editura Academia Române, ISBN 978-973-27-3873-3, 2024.[4]